# جون روس (سياسي كندي)
جون روس (بالإنجليزية: John Ross)‏ هو سياسي كندي، ولد في 10 مارس 1818 في مقاطعة أنترم في المملكة المتحدة، وتوفي في 31 يناير 1871 في تورونتو في كندا. حزبياً، نشط في حزب كندا المحافظ. وقد انتخب عضو مجلس الشيوخ الكندي عن دائرة أونتاريو (23 أكتوبر 1867 – 31 يناير 1871) وانتخب رئيس مجلس الشيوخ ‏ (17 مايو 1869 – 26 مايو 1869).